# Xã Taylor, Quận Lawrence, Pennsylvania
Xã Taylor (tiếng Anh: Taylor Township) là một xã thuộc quận Lawrence, tiểu bang Pennsylvania, Hoa Kỳ. Năm 2010, dân số của xã này là 1.052 người.